# كوكب (المعافر)

تعديل مصدري - تعديل

كوكب هي إحدى قرى مديرية المعافر بمحافظة تعز اليمنية، بلغ تعداد سكانها 751 نسمة حسب التعداد السكاني في اليمن في 2004.